# Dieter Könnes

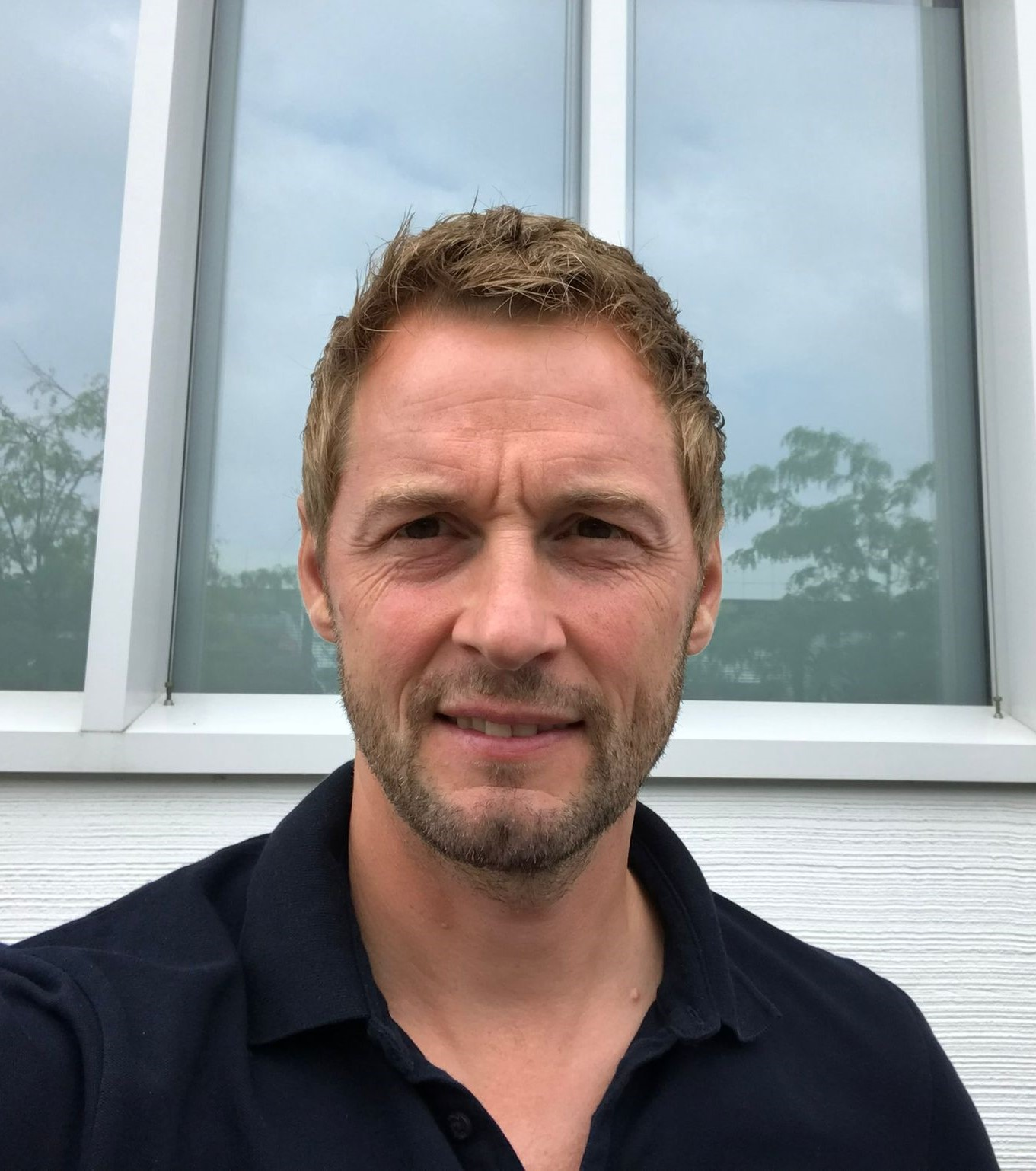
Dieter Könnes, 2023

Dieter Könnes (* 30. Dezember 1971 in Viersen) ist ein deutscher Fernsehmoderator und Buchautor.

## Leben
Nach dem Abitur am Gymnasium an der Löh in Viersen und dem Zivildienst und einer Ausbildung zum Umwelttechniker bei Trienekens schrieb sich Könnes zunächst für Betriebswirtschaftslehre ein, brach dieses Studium aber nach einem Semester ab und studierte dann Sportwissenschaft in Köln. Nach dem Diplom und einem Volontariat bei Radio 90,1 Mönchengladbach moderierte er als freier Mitarbeiter bei mehreren privaten Radiosendern. 
Er ist als Moderator, Redner und Kommunikations-Trainer tätig.
Könnes setzt sich vielfältig für soziale Anliegen ein. Dies zeigt sich beispielsweise durch seine aktive Beteiligung an Projekten wie der Fernsehserie Könnes kämpft, seinen Einsatz bei zwei begleiteten Radtouren durch das im Zuge der Flutkatastrophe 2021 schwer beschädigte Ahrtal sowie seine Mitwirkung als Mitbegründer der Initiative ROBIN GUT. Im Rahmen seiner Aktivitäten bei dieser Initiative produziert Könnes zudem einen regelmäßigen Podcast zu Themen der Nachhaltigkeit.

## Moderationen (Auszug)
- ab 2007: Lokalzeit aus Duisburg (WDR Fernsehen)[2]
- ab 2007: ARD-Morgenmagazin[2]
- ab 2007: Bundesliga aktuell (Deutsches Sportfernsehen, jetzt Sport1)[2]
- 2009–2012: Kommentator Handball-Bundesliga (Sport1)[7]
- 2010–2022: Servicezeit (WDR Fernsehen, Radio WDR 2)[8]
- 2012–2020: Könnes kämpft (WDR, 54 Folgen in 13 Staffeln)[9][10]
- 2015: Kommentator EHF Champions League (Sky)[11]
- seit 2022: Stern TV am Sonntag (RTL)[12]
- 2023+2024: Achtung Verbrechen! (RTL, 3 Folgen + 1)[13][14][15][16]
- seit 2023: Stern TV Spezial (RTL)[17]

## Bibliographie
- Dieter Könnes, Dirk Berger: Das gierige Bündnis – wie uns Unternehmen und Behörden gemeinsam abzocken. Eichborn Verlag, Köln 2015, ISBN 978-3-8479-0598-1.